# ディア・ダディ 嘘つき父さんの秘密
『ディア・ダディ 嘘つき父さんの秘密』（ディアダディ うそつきとうさんのひみつ、World's Greatest Dad）は、2009年のアメリカ合衆国のブラック・コメディ映画。
監督はボブキャット・ゴールドスウェイト、出演はロビン・ウィリアムズとダリル・サバラなど。
高校生の息子が人に言えない事故死をした父親の苦悩を描いている。
日本では劇場未公開だが、WOWOWで2012年12月16日に放送され、2013年2月にDVDレンタルが開始された。
WOWOW放送時のタイトルは『ディア・ダディ 嘘つき父さんの秘密』だったが、DVDレンタル開始時に邦題が『ビッグショット・ダディ』に変更されている。当初はiTunesなどでのネット配信でのみ映画本編を視聴することが可能だったが、2014年10月にビクターエンタテインメントからDVDが発売された。

## ストーリー
作家志望の冴えない高校教師ランスは年頃の息子カイルと2人暮らし。同僚の美人教師クレアとの恋人関係はそこそこ良好だが、カイルとの親子関係はぎくしゃくしている。
ある夜ランスは、カイルが自慰行為（いわゆる窒息プレイ）中の事故で死んでいるところを発見する。激しいショックを受けつつも、ランスはカイルの死を自殺に見せかけるために遺書を偽装する。ところが、ふとしたことからその遺書が世間の注目を集め、カイルが10代のカリスマとして祭り上げられるとともに、ランスは息子を自殺で失った悲劇の父親としてメディアに大きく取り上げられるようになってしまう。
罪悪感に苛まれつつも、後戻りできない状況に、ランスは悲劇の父親を演じるとともに、カリスマとしてのカイルをでっち上げ続ける。しかし、ランスの勤め先であり、カイルが通っていた学校で、図書館にカイルの名前が付けられることになると、その式典の場でランスは全てを明らかにする。
激しい罵倒を受けつつも、ランスは晴れやかな気持ちでその場を後にする。そして、カイルの唯一の友人だった少年と打ち解け合う。

## キャスト
- ランス・クレイトン: ロビン・ウィリアムズ - 作家志望の高校教師。シングルファーザー。
- カイル・クレイトン: ダリル・サバラ - ランスの息子。15歳。
- クレア: アレクシー・ギルモア（英語版） - ランスの同僚教師で恋人。
- アンダーソン校長: ジェフ・ピアソン
- マイク: ヘンリー・シモンズ - ランスの同僚教師。
- ブルース・ホーンズビー: 本人 - ランスが大ファンのミュージシャン。

## 作品の評価
Rotten Tomatoesによれば、批評家の一致した見解は「『ディア・ダディ 嘘つき父さんの秘密』はセレブの死後のカルトの本質を効果的に探った、危険で大真面目にとぼけたダークコメディである。」であり、118件の評論のうち高評価は88%にあたる104件で、平均して10点満点中6.90点を得ている。
Metacriticによれば、24件の評論のうち、高評価は19件、賛否混在は5件、低評価はなく、平均して100点満点中69点を得ている。